# Messey-sur-Grosne
Messey-sur-Grosne – miejscowość i gmina we Francji, w regionie Burgundia-Franche-Comté, w departamencie Saona i Loara.
Według danych na rok 1990 gminę zamieszkiwały 574 osoby, a gęstość zaludnienia wynosiła 38 osób/km² (wśród 2044 gmin Burgundii Messey-sur-Grosne plasuje się na 407. miejscu pod względem liczby ludności, natomiast pod względem powierzchni na miejscu 640.).